# فرودگاه بین‌المللی راروتونگا
 فرودگاه بین‌المللی راروتونگا (به انگلیسی: Rarotonga International Airport) یک فرودگاه همگانی با کد یاتا RAR است . این فرودگاه در شهر آواروآ کشور جزایر کوک قرار دارد و در ارتفاع ۶ متری از سطح دریا واقع شده است.

## نگارخانه

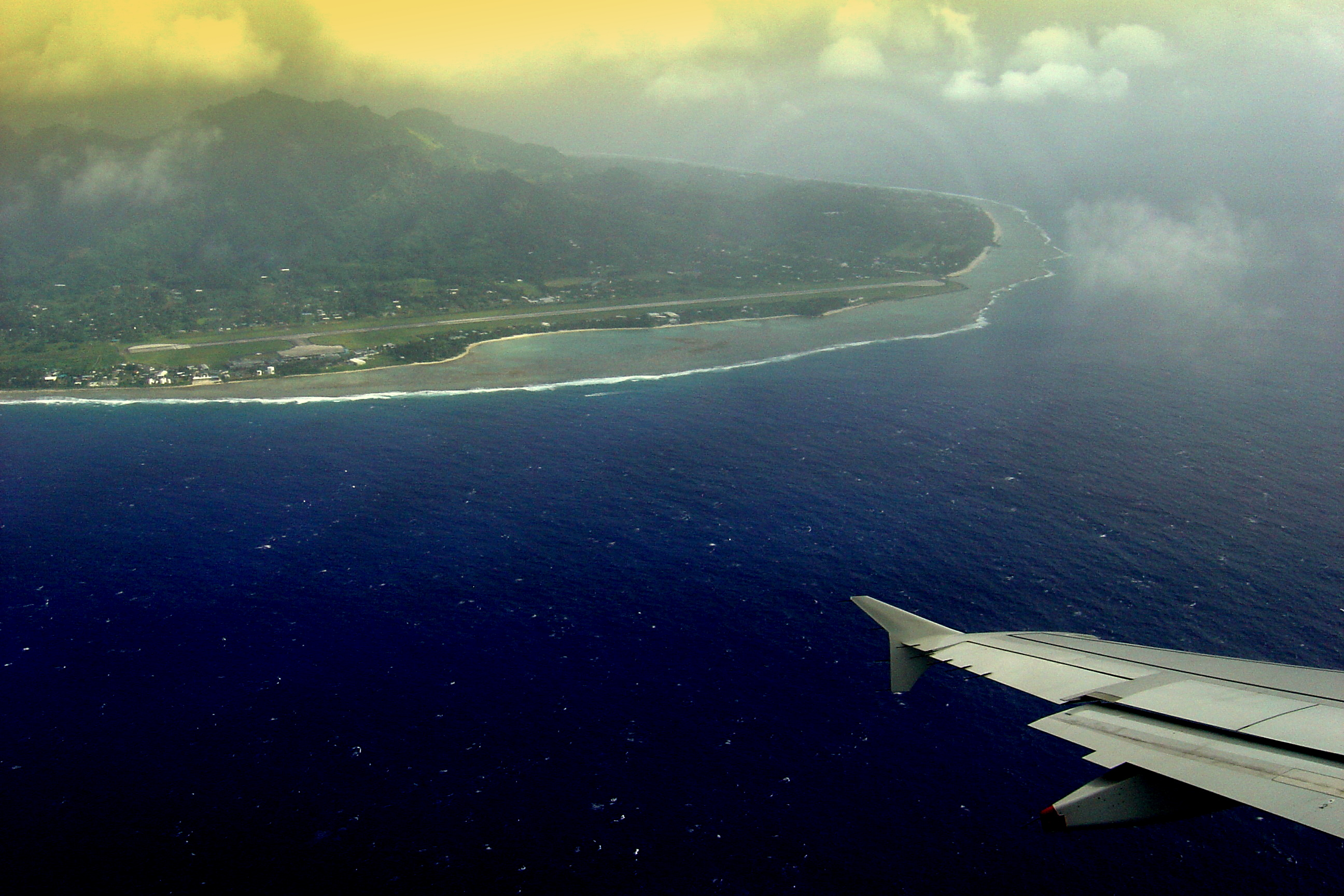
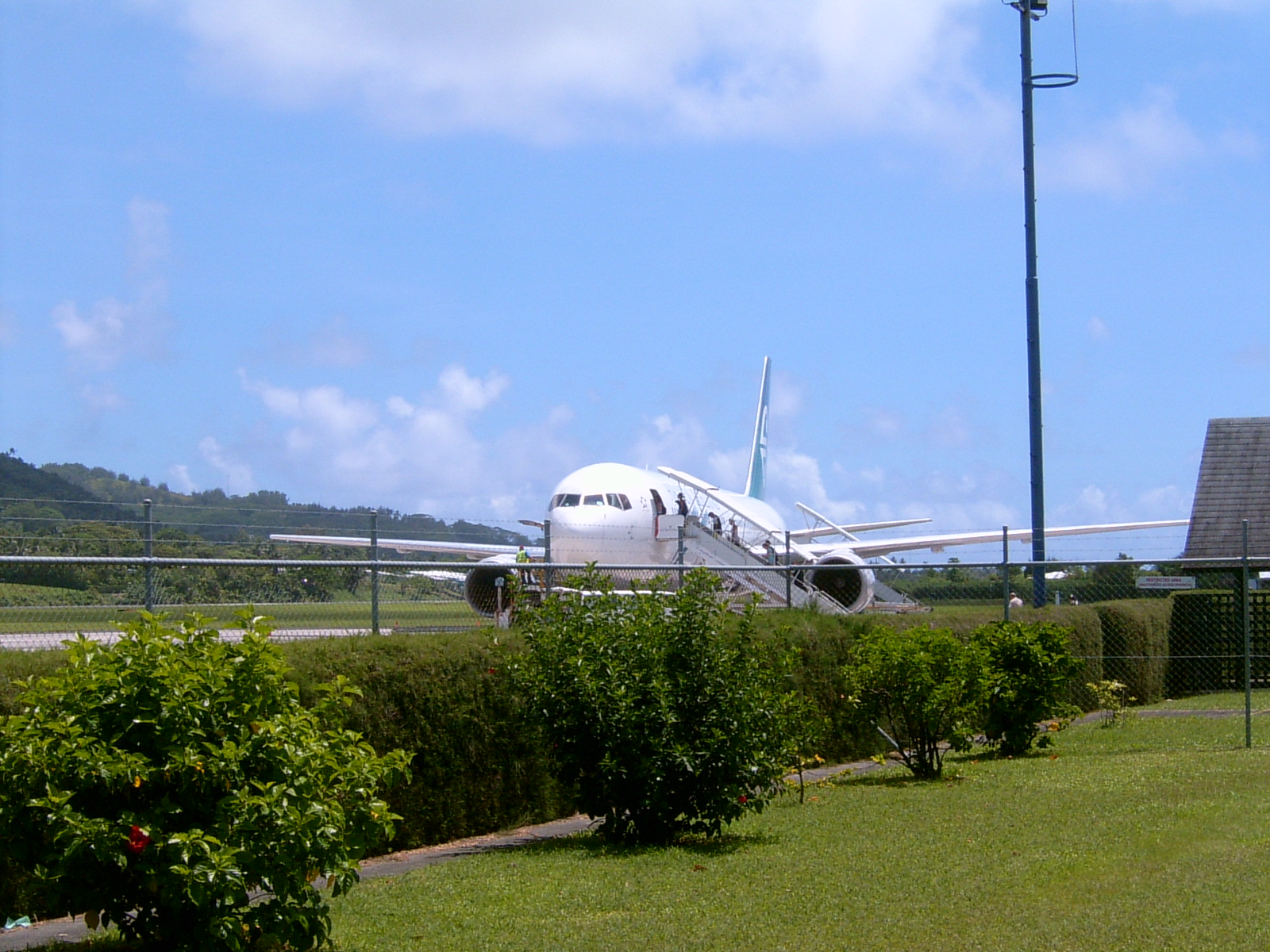
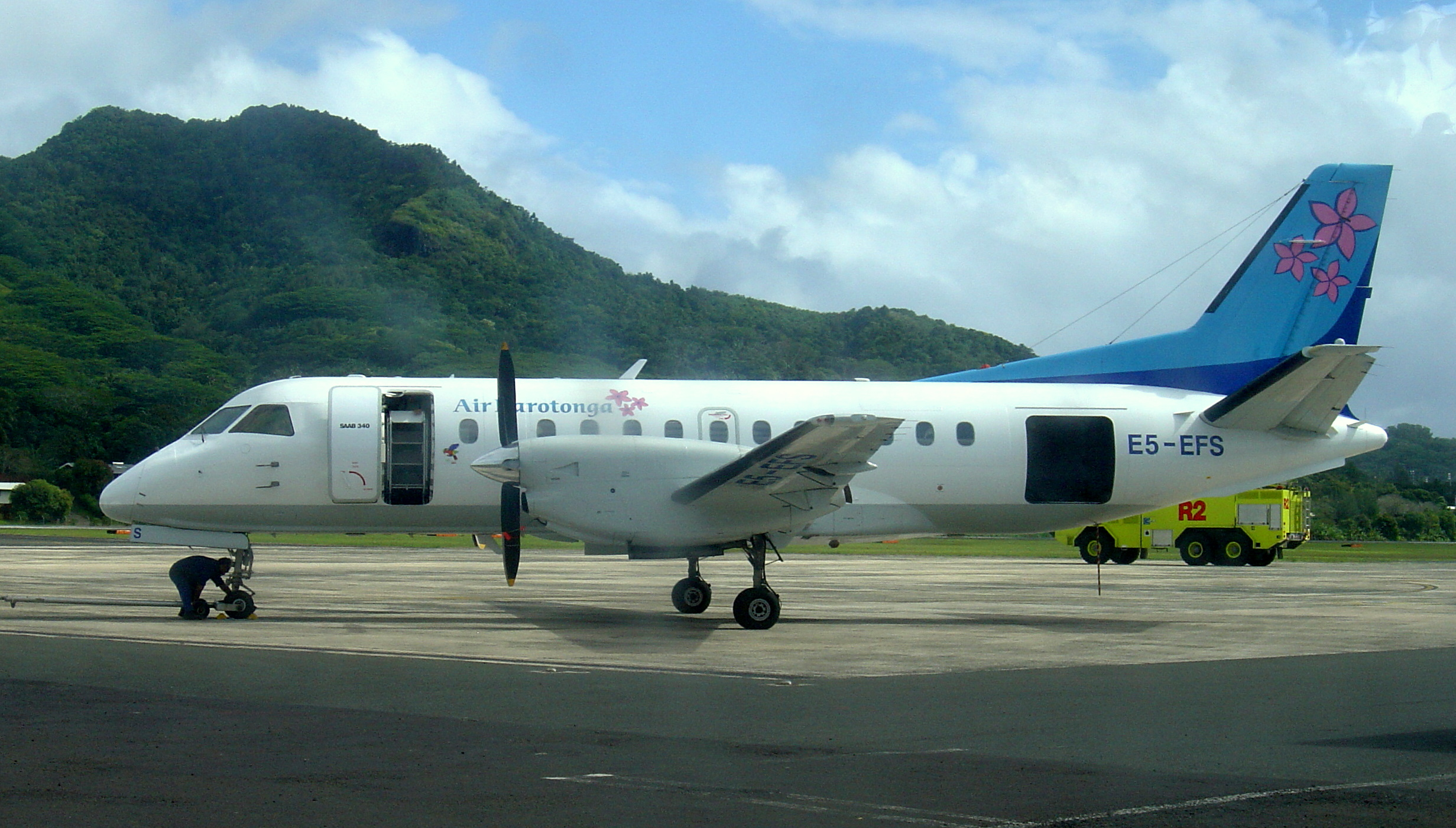
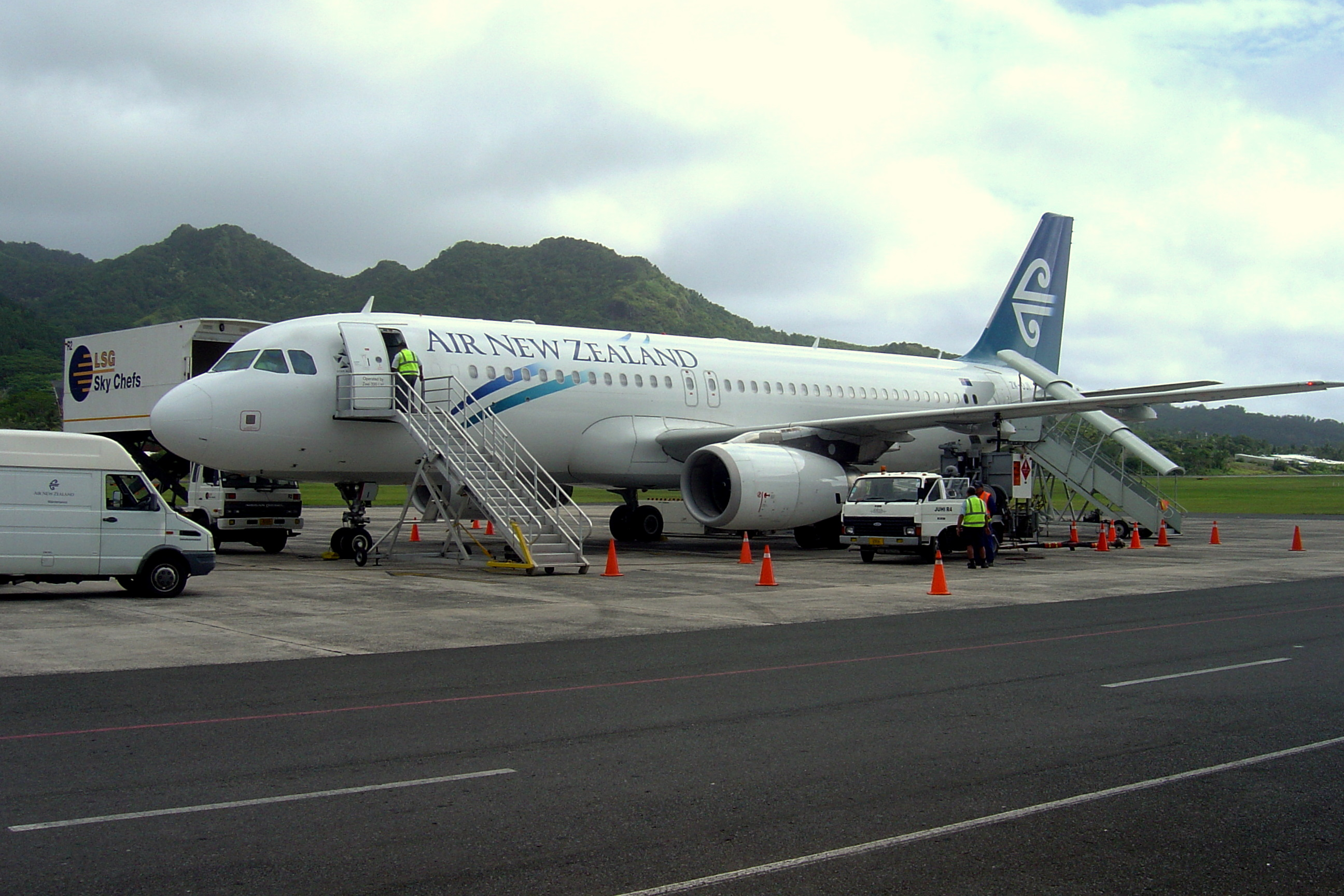
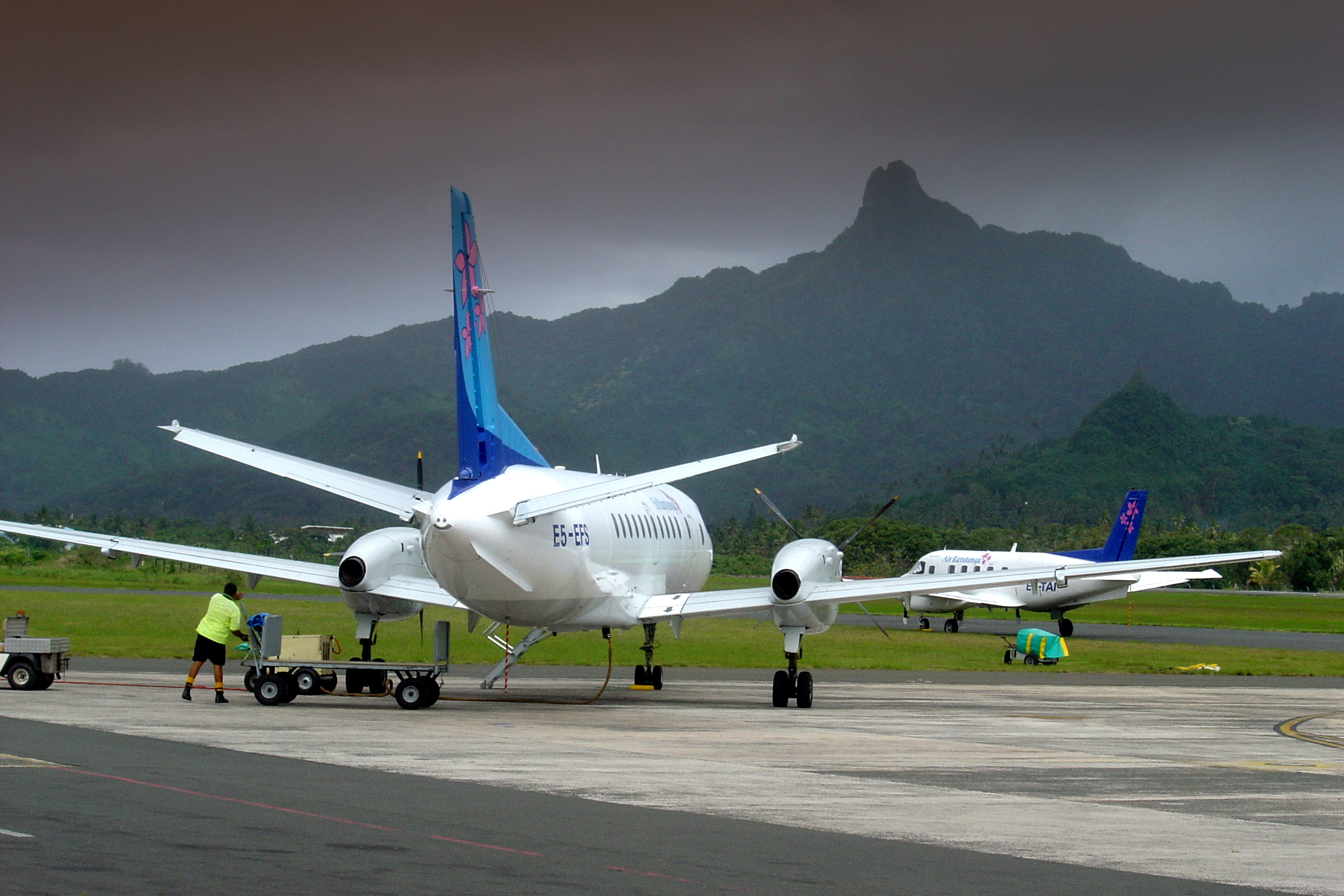
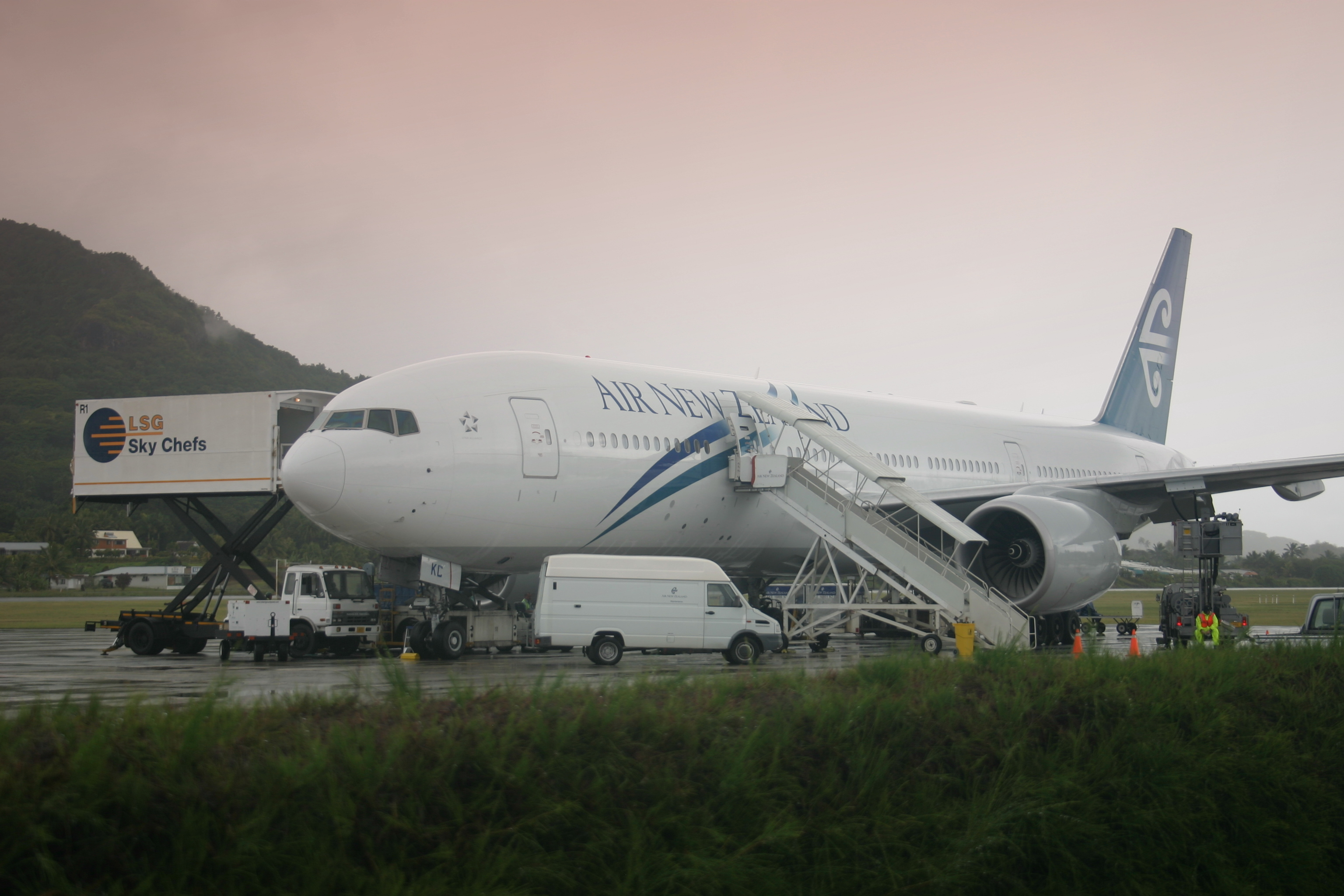

## شرکت‌های هواپیمایی و مقصدهای پروازی

### مسافری
| شرکت‌های هواپیمایی | مقصدهای پروازی                         |
| ----------------- | -------------------------------------- |
| ایر نیوزیلند      | اوکلند، لس‌آنجلس، سیدنی فصلی: کرایست‌چرچ |
| ایر راروتونگا     | آیتوتاکی، انوئا، مانگایا، مائوکه       |
| ایر تاهیتی        | فاآ                                    |
| جت‌استار           | اوکلند                                 |
| ویرجین استرالیا   | اوکلند فصلی: کرایست‌چرچ                 |